# 日本農林漁業振興会
公益財団法人日本農林漁業振興会（にほんのうりんぎょぎょうしんこうかい）は、農林水産業者の技術及び経営の振興などを目的にした公益法人。元農林水産省所管。

## 概要
- 所在：東京都港区赤坂一丁目9番13号  三会堂ビル7階
- 主な役員等
  - 会長（名誉職）：林良博
  - 理事長：奥野長衛
  - 副理事長：佐藤重芳、岸宏、染英昭
  - 常務理事：和田宗利（元・東海農政局長）

## 事業
- 農林水産業者の優れた技術・経営及び農山漁村における優良なむらづくりの事例の審査、業績発表及び業績普及に関すること
- 農林水産業に係る優れた技術・経営の普及啓発行事に関すること
- 農林水産業者の優れた技術・経営及び優良なむらづくりの事例の表彰に関すること
- 農林水産業者との交流等の消費者啓発行事の開催に関すること
- その他目的達成のため必要な事業